# Gante-Wevelgem de 2021
A 83.ª edição da clássica ciclista Gante-Wevelgem (nome oficial em inglês: Gent-Wevelgem in Flanders Fields) foi uma corrida em Bélgica que se celebrou a 28 de março de 2021 com início na cidade de Ypres e final na cidade de Wevelgem sobre um percurso de 247 quilómetros.
A corrida fez parte do UCI WorldTour de 2021, calendário ciclístico de máximo nível mundial, sendo a décima corrida de dito circuito que foi vencida pelo belga Wout van Aert do Jumbo-Visma. Completaram o pódio, como segundo e terceiro classificado respectivamente, os italianos Giacomo Nizzolo do Qhubeka ASSOS e Matteo Trentin do UAE Emirates.

## Equipas participantes
Tomaram parte na corrida 25 equipas: 19 de categoria UCI WorldTeam e 6 de categoria UCI ProTeam. Formaram assim um pelotão de 158 ciclistas dos que acabaram 91. As equipas participantes foram:
| Equipes WorldTeam (19)- AG2R Citroën Team - Astana-Premier Tech - Bahrain Victorious - Bora-Hansgrohe - Cofidis - Deceuninck-Quick Step - EF Education-Nippo - Groupama-FDJ - Ineos Grenadiers - Intermarché-Wanty-Gobert Matériaux - Israel Start-Up Nation - Jumbo-Visma - Lotto Soudal - Movistar Team - Team BikeExchange - Team DSM - Qhubeka Assos - Trek-Segafredo - UAE Team Emirates Equipes ProTeam (6)- Alpecin-Fenix - Arkéa-Samsic - B&B Hotels p/b KTM - Bingoal Pauwels Sauces WB - Sport Vlaanderen-Baloise - Total Direct Énergie |
| |

## Classificações finais
- As classificações finalizaram da seguinte forma:[2]

### Classificação geral
| \| Classificação geral \| Classificação geral \| Classificação geral \| Classificação geral \| Classificação geral \| \| Ciclista \| Ciclista \| Equipe \| Tempo \| \| \| ------------------- \| -------------------- \| -------------------- \| ------------------- \| ------------------- \| \| 1. \| Wout van Aert \| Jumbo-Visma \| 5h45m11s \| \| \| 2. \| Giacomo Nizzolo \| Qhubeka Assos \| + 0s \| \| \| 3. \| Matteo Trentin \| UAE Team Emirates \| + 0s \| \| \| 4. \| Sonny Colbrelli \| Bahrain Victorious \| + 0s \| \| \| 5. \| Michael Matthews \| BikeExchange \| + 0s \| \| \| 6. \| Stefan Küng \| Groupama-FDJ \| + 0s \| \| \| 7. \| Nathan Van Hooydonck \| Jumbo-Visma \| + 3s \| \| \| 8. \| Dylan van Baarle \| Ineos Grenadiers \| + 52s \| \| \| 9. \| Anthony Turgis \| Total Direct Énergie \| + 54s \| \| \| 10. \| Gianni Vermeersch \| Alpecin-Fenix \| + 1m25s \| \| |                      |                      |          |
| |                      |                      |          |
| Fontes: ProCyclingStats Cycling Quotient |                      |                      |          |
| Classificação geral |                      |                      |          |
| Ciclista | Ciclista             | Equipe               | Tempo    |
| 1. | Wout van Aert        | Jumbo-Visma          | 5h45m11s |
| 2. | Giacomo Nizzolo      | Qhubeka Assos        | + 0s     |
| 3. | Matteo Trentin       | UAE Team Emirates    | + 0s     |
| 4. | Sonny Colbrelli      | Bahrain Victorious   | + 0s     |
| 5. | Michael Matthews     | BikeExchange         | + 0s     |
| 6. | Stefan Küng          | Groupama-FDJ         | + 0s     |
| 7. | Nathan Van Hooydonck | Jumbo-Visma          | + 3s     |
| 8. | Dylan van Baarle     | Ineos Grenadiers     | + 52s    |
| 9. | Anthony Turgis       | Total Direct Énergie | + 54s    |
| 10. | Gianni Vermeersch    | Alpecin-Fenix        | + 1m25s  |

## Ciclistas participantes e posições finais
| Trek-Segafredo TFS | Trek-Segafredo TFS   | Trek-Segafredo TFS |
| ------------------ | -------------------- | ------------------ |
| Num                | Ciclista             | Pos                |
| 1                  | Mads Pedersen (DEN)  | NP                 |
| 2                  | Jasper Stuyven (BEL) | NP                 |
| 3                  | Edward Theuns (BEL)  | NP                 |
| 4                  | Kiel Reijnen (USA)   | NP                 |
| 5                  | Quinn Simmons (USA)  | NP                 |
| 6                  | Koen de Kort (NED)   | NP                 |
| 7                  | Ryan Mullen (IRL)    | NP                 |

| Deceuninck-Quick Step DQT | Deceuninck-Quick Step DQT | Deceuninck-Quick Step DQT |
| ------------------------- | ------------------------- | ------------------------- |
| Num                       | Ciclista                  | Pos                       |
| 11                        | Yves Lampaert (BEL)       | 14.                       |
| 12                        | Sam Bennett (IRL)         | 55.                       |
| 13                        | Davide Ballerini (ITA)    | 52.                       |
| 14                        | Michael Mørkøv (DEN)      | 51.                       |
| 15                        | Stijn Steels (BEL)        | 83.                       |
| 16                        | Zdeněk Štybar (CZE)       | 25.                       |
| 17                        | Bert Van Lerberghe (BEL)  | 20.                       |

| Lotto-Soudal LTS | Lotto-Soudal LTS         | Lotto-Soudal LTS |
| ---------------- | ------------------------ | ---------------- |
| Num              | Ciclista                 | Pos              |
| 21               | Philippe Gilbert (BEL)   | DNF              |
| 22               | John Degenkolb (GER)     | 27.              |
| 23               | Frederik Frison (BEL)    | 36.              |
| 24               | Jasper De Buyst (BEL)    | DNF              |
| 25               | Brent Van Moer (BEL)     | 49.              |
| 26               | Roger Kluge (GER)        | DNF              |
| 27               | Florian Vermeersch (BEL) | DNF              |

| Intermarché-Wanty-Gobert Matériaux IWG | Intermarché-Wanty-Gobert Matériaux IWG | Intermarché-Wanty-Gobert Matériaux IWG |
| -------------------------------------- | -------------------------------------- | -------------------------------------- |
| Num                                    | Ciclista                               | Pos                                    |
| 31                                     | Andrea Pasqualon (ITA)                 | DNF                                    |
| 32                                     | Taco van der Hoorn (NED)               | DNF                                    |
| 33                                     | Aimé De Gendt (BEL)                    | 30.                                    |
| 34                                     | Boy van Poppel (NED)                   | 65.                                    |
| 35                                     | Danny van Poppel (NED)                 | 23.                                    |
| 36                                     | Pieter Vanspeybrouck (BEL)             | DNF                                    |
| 37                                     | Loïc Vliegen (BEL)                     | DNF                                    |

| AG2R Citroën Team ACT | AG2R Citroën Team ACT   | AG2R Citroën Team ACT |
| --------------------- | ----------------------- | --------------------- |
| Num                   | Ciclista                | Pos                   |
| 41                    | Greg Van Avermaet (BEL) | 12.                   |
| 42                    | Oliver Naesen (BEL)     | 16.                   |
| 43                    | Stan Dewulf (BEL)       | DNF                   |
| 44                    | Gijs Van Hoecke (BEL)   | DNF                   |
| 45                    | Michael Schär (SUI)     | 89.                   |
| 46                    | Damien Touzé (FRA)      | DNF                   |
| 47                    | Julien Duval (FRA)      | DNF                   |

| Jumbo-Visma TJV | Jumbo-Visma TJV            | Jumbo-Visma TJV |
| --------------- | -------------------------- | --------------- |
| Num             | Ciclista                   | Pos             |
| 51              | Wout van Aert (BEL)        | 1.              |
| 52              | Pascal Eenkhoorn (NED)     | 80.             |
| 53              | Timo Roosen (NED)          | 47.             |
| 54              | Edoardo Affini (ITA)       | DNF             |
| 55              | Jos van Emden (NED)        | 79.             |
| 56              | Nathan Van Hooydonck (BEL) | 7.              |
| 57              | Maarten Wynants (BEL)      | 46.             |

| Bora-Hansgrohe BOH | Bora-Hansgrohe BOH        | Bora-Hansgrohe BOH |
| ------------------ | ------------------------- | ------------------ |
| Num                | Ciclista                  | Pos                |
| 61                 | Nils Politt (GER)         | NP                 |
| 62                 | Pascal Ackermann (GER)    | NP                 |
| 63                 | Marcus Burghardt (GER)    | NP                 |
| 64                 | Daniel Oss (ITA)          | NP                 |
| 65                 | Michaek Schwarzmann (GER) | NP                 |
| 66                 | Maciej Bodnar (POL)       | NP                 |
| 67                 | Rüdiger Selig (GER)       | NP                 |

| Israel Start-Up Nation ISN | Israel Start-Up Nation ISN | Israel Start-Up Nation ISN |
| -------------------------- | -------------------------- | -------------------------- |
| Num                        | Ciclista                   | Pos                        |
| 71                         | Sep Vanmarcke (BEL)        | DNF                        |
| 72                         | Mads Würtz (DEN)           | DNF                        |
| 73                         | André Greipel (GER)        | DNF                        |
| 74                         | Hugo Hofstetter (FRA)      | 45.                        |
| 75                         | Alexis Renard (FRA)        | DNF                        |
| 76                         | Tom Van Asbroeck (BEL)     | 31.                        |
| 77                         | Rick Zabel (GER)           | 67.                        |

| Bahrain Victorious TBV | Bahrain Victorious TBV  | Bahrain Victorious TBV |
| ---------------------- | ----------------------- | ---------------------- |
| Num                    | Ciclista                | Pos                    |
| 81                     | Heinrich Haussler (AUS) | 29.                    |
| 82                     | Sonny Colbrelli (ITA)   | 4.                     |
| 83                     | Fred Wright (GBR)       | DNF                    |
| 84                     | Marco Haller (AUT)      | DNF                    |
| 85                     | Phil Bauhaus (GER)      | DNF                    |
| 86                     | Jonathan Milan (ITA)    | DNF                    |
| 87                     | Marcel Sieberg (GER)    | 68.                    |

| Astana-Premier Tech APT | Astana-Premier Tech APT | Astana-Premier Tech APT |
| ----------------------- | ----------------------- | ----------------------- |
| Num                     | Ciclista                | Pos                     |
| 91                      | Yevgeniy Fedorov (KAZ)  | DNF                     |
| 92                      | Yevgeniy Gidich (KAZ)   | DNF                     |
| 93                      | Dmitriy Gruzdev (KAZ)   | 72.                     |
| 94                      | Hugo Houle (CAN)        | DNF                     |
| 95                      | Artiom Zakharov (KAZ)   | 61.                     |
| 97                      | Ben Perry (CAN)         | 88.                     |

| Cofidis COF | Cofidis COF               | Cofidis COF |
| ----------- | ------------------------- | ----------- |
| Num         | Ciclista                  | Pos         |
| 101         | Christophe Laporte (FRA)  | 78.         |
| 102         | Simone Consonni (ITA)     | 62.         |
| 103         | Jean-Pierre Drucker (LUX) | 87.         |
| 104         | Piet Allegaert (BEL)      | DNF         |
| 105         | André Carvalho (POR)      | DNF         |
| 106         | Kenneth Vanbilsen (BEL)   | DNF         |
| 107         | Jelle Wallays (BEL)       | DNF         |

| BikeExchange BEX | BikeExchange BEX            | BikeExchange BEX |
| ---------------- | --------------------------- | ---------------- |
| Num              | Ciclista                    | Pos              |
| 111              | Jack Bauer (NZL)            | 15.              |
| 112              | Luke Durbridge (AUS)        | 41.              |
| 113              | Alexander Edmondson (AUS)   | DNF              |
| 114              | Amund Grøndahl Jansen (NOR) | DNF              |
| 115              | Luka Mezgec (SLO)           | DNF              |
| 116              | Michael Matthews (AUS)      | 5.               |
| 117              | Robert Stannard (AUS)       | 32.              |

| Movistar Team MOV | Movistar Team MOV         | Movistar Team MOV |
| ----------------- | ------------------------- | ----------------- |
| Num               | Ciclista                  | Pos               |
| 121               | Gabriel Cullaigh (GBR)    | DNF               |
| 122               | Imanol Erviti (ESP)       | 24.               |
| 123               | Iván García Cortina (ESP) | 18.               |
| 124               | Juri Hollmann (GER)       | 64.               |
| 125               | Johan Jacobs (SUI)        | 69.               |
| 126               | Lluís Mas (ESP)           | 48.               |
| 127               | Sebastián Mora (ESP)      | DNF               |

| Team DSM DSM | Team DSM DSM               | Team DSM DSM |
| ------------ | -------------------------- | ------------ |
| Num          | Ciclista                   | Pos          |
| 131          | Søren Kragh Andersen (DEN) | 35.          |
| 132          | Nico Denz (GER)            | DNF          |
| 133          | Cees Bol (NED)             | DNF          |
| 134          | Niklas Märkl (GER)         | DNF          |
| 135          | Casper Pedersen (DEN)      | DNF          |
| 136          | Nils Eekhoff (NED)         | 81.          |
| 137          | Jasha Sütterlin (GER)      | DNF          |

| Qhubeka Assos TQA | Qhubeka Assos TQA               | Qhubeka Assos TQA |
| ----------------- | ------------------------------- | ----------------- |
| Num               | Ciclista                        | Pos               |
| 141               | Giacomo Nizzolo (ITA) (estrada) | 2.                |
| 142               | Michael Gogl (AUT)              | DNF               |
| 143               | Andreas Stokbro (DEN)           | 66.               |
| 144               | Dimitri Claeys (BEL)            | 33.               |
| 145               | Emil Vinjebo (DEN)              | 71.               |
| 146               | Max Walscheid (GER)             | 26.               |
| 147               | Łukasz Wiśniowski (POL)         | DNF               |

| UAE Team Emirates UAD | UAE Team Emirates UAD             | UAE Team Emirates UAD |
| --------------------- | --------------------------------- | --------------------- |
| Num                   | Ciclista                          | Pos                   |
| 151                   | Alexander Kristoff (NOR)          | 28.                   |
| 152                   | Sven Erik Bystrøm (NOR) (estrada) | 13.                   |
| 153                   | Mikkel Bjerg (DEN)                | NP                    |
| 154                   | Ryan Gibbons (RSA)                | 39.                   |
| 155                   | Maximiliano Richeze (ARG)         | DNF                   |
| 156                   | Ivo Oliveira (POR)                | DNF                   |
| 157                   | Matteo Trentin (ITA)              | 3.                    |

| EF Education-Nippo EFN | EF Education-Nippo EFN      | EF Education-Nippo EFN |
| ---------------------- | --------------------------- | ---------------------- |
| Num                    | Ciclista                    | Pos                    |
| 161                    | Alberto Bettiol (ITA)       | DNF                    |
| 162                    | Jens Keukeleire (BEL)       | DNF                    |
| 163                    | Stefan Bissegger (SUI)      | 50.                    |
| 164                    | Fumiyuki Beppu (JPN)        | DNF                    |
| 165                    | Daniel Arroyave Cañas (COL) | DNF                    |
| 166                    | Sebastian Langeveld (NED)   | DNF                    |
| 167                    | Jonas Rutsch (GER)          | 56.                    |

| Groupama-FDJ GFC | Groupama-FDJ GFC              | Groupama-FDJ GFC |
| ---------------- | ----------------------------- | ---------------- |
| Num              | Ciclista                      | Pos              |
| 171              | Arnaud Démare (FRA) (estrada) | 44.              |
| 172              | Kevin Geniets (LUX)           | DNF              |
| 173              | Stefan Küng (SUI) (estrada)   | 6.               |
| 174              | Olivier Le Gac (FRA)          | 37.              |
| 175              | Jacopo Guarnieri (ITA)        | DNF              |
| 176              | Fabian Lienhard (SUI)         | 73.              |
| 177              | Ramon Sinkeldam (NED)         | DNF              |

| Ineos Grenadiers IGD | Ineos Grenadiers IGD   | Ineos Grenadiers IGD |
| -------------------- | ---------------------- | -------------------- |
| Num                  | Ciclista               | Pos                  |
| 181                  | Andrey Amador (CRC)    | 90.                  |
| 182                  | Owain Doull (GBR)      | 17.                  |
| 183                  | Michał Gołaś (POL)     | 21.                  |
| 185                  | Leonardo Basso (ITA)   | 74.                  |
| 186                  | Dylan van Baarle (NED) | 8.                   |
| 187                  | Cameron Wurf (AUS)     | DNF                  |

| Sport Vlaanderen-Baloise SVB | Sport Vlaanderen-Baloise SVB | Sport Vlaanderen-Baloise SVB |
| ---------------------------- | ---------------------------- | ---------------------------- |
| Num                          | Ciclista                     | Pos                          |
| 191                          | Cedric Beullens (BEL)        | 70.                          |
| 193                          | Arne Marit (BEL)             | DNF                          |
| 194                          | Fabio Van den Bossche (BEL)  | 84.                          |
| 195                          | Lindsay De Vylder (BEL)      | DNF                          |
| 196                          | Jordi Warlop (BEL)           | 85.                          |
| 197                          | Thimo Willems (BEL)          | 63.                          |
| 198                          | Robbe Ghys (BEL)             | 91.                          |

| Alpecin-Fenix AFC | Alpecin-Fenix AFC       | Alpecin-Fenix AFC |
| ----------------- | ----------------------- | ----------------- |
| Num               | Ciclista                | Pos               |
| 201               | Jasper Philipsen (BEL)  | 38.               |
| 202               | Tim Merlier (BEL)       | 34.               |
| 203               | Silvan Dillier (SUI)    | 75.               |
| 204               | Jonas Rickaert (BEL)    | 43.               |
| 205               | Oscar Riesebeek (NED)   | 40.               |
| 206               | Scott Thwaites (GBR)    | DNF               |
| 207               | Gianni Vermeersch (BEL) | 10.               |

| Bingoal Pauwels Sauces WB BWB | Bingoal Pauwels Sauces WB BWB | Bingoal Pauwels Sauces WB BWB |
| ----------------------------- | ----------------------------- | ----------------------------- |
| Num                           | Ciclista                      | Pos                           |
| 211                           | Timothy Dupont (BEL)          | 42.                           |
| 212                           | Jonas Castrique (BEL)         | 86.                           |
| 213                           | Laurenz Rex (BEL)             | DNF                           |
| 214                           | Ludovic Robeet (BEL)          | DNF                           |
| 215                           | Milan Menten (BEL)            | 60.                           |
| 216                           | Jelle Vanendert (BEL)         | DNF                           |
| 217                           | Kenny Molly (BEL)             | 76.                           |

| B&B Hotels p/b KTM BBK | B&B Hotels p/b KTM BBK    | B&B Hotels p/b KTM BBK |
| ---------------------- | ------------------------- | ---------------------- |
| Num                    | Ciclista                  | Pos                    |
| 221                    | Bryan Coquard (FRA)       | 53.                    |
| 222                    | Julien Morice (FRA)       | DNF                    |
| 223                    | Bert De Backer (BEL)      | 77.                    |
| 224                    | Jens Debusschere (BEL)    | 57.                    |
| 225                    | Jérémy Lecroq (FRA)       | 11.                    |
| 226                    | Cyril Lemoine (FRA)       | 22.                    |
| 227                    | Jonas Van Genechten (BEL) | DNF                    |

| Arkéa-Samsic ARK | Arkéa-Samsic ARK        | Arkéa-Samsic ARK |
| ---------------- | ----------------------- | ---------------- |
| Num              | Ciclista                | Pos              |
| 231              | Amaury Capiot (BEL)     | DNF              |
| 232              | Benjamin Declercq (BEL) | DNF              |
| 233              | Clément Russo (FRA)     | DNF              |
| 234              | Connor Swift (GBR)      | 82.              |
| 235              | Bram Welten (NED)       | DNF              |
| 236              | Daniel McLay (GBR)      | 54.              |
| 237              | Christophe Noppe (BEL)  | DNF              |

| Total Direct Énergie TDE | Total Direct Énergie TDE   | Total Direct Énergie TDE |
| ------------------------ | -------------------------- | ------------------------ |
| Num                      | Ciclista                   | Pos                      |
| 241                      | Niki Terpstra (NED)        | 59.                      |
| 242                      | Damien Gaudin (FRA)        | DNF                      |
| 243                      | Adrien Petit (FRA)         | 58.                      |
| 244                      | Geoffrey Soupe (FRA)       | DNF                      |
| 245                      | Edvald Boasson Hagen (NOR) | DNF                      |
| 246                      | Anthony Turgis (FRA)       | 9.                       |
| 247                      | Dries Van Gestel (BEL)     | 19.                      |

| Trek-Segafredo TFS | Trek-Segafredo TFS   | Trek-Segafredo TFS |
| ------------------ | -------------------- | ------------------ |
| Num                | Ciclista             | Pos                |
| 1                  | Mads Pedersen (DEN)  | NP                 |
| 2                  | Jasper Stuyven (BEL) | NP                 |
| 3                  | Edward Theuns (BEL)  | NP                 |
| 4                  | Kiel Reijnen (USA)   | NP                 |
| 5                  | Quinn Simmons (USA)  | NP                 |
| 6                  | Koen de Kort (NED)   | NP                 |
| 7                  | Ryan Mullen (IRL)    | NP                 |

| Deceuninck-Quick Step DQT | Deceuninck-Quick Step DQT | Deceuninck-Quick Step DQT |
| ------------------------- | ------------------------- | ------------------------- |
| Num                       | Ciclista                  | Pos                       |
| 11                        | Yves Lampaert (BEL)       | 14.                       |
| 12                        | Sam Bennett (IRL)         | 55.                       |
| 13                        | Davide Ballerini (ITA)    | 52.                       |
| 14                        | Michael Mørkøv (DEN)      | 51.                       |
| 15                        | Stijn Steels (BEL)        | 83.                       |
| 16                        | Zdeněk Štybar (CZE)       | 25.                       |
| 17                        | Bert Van Lerberghe (BEL)  | 20.                       |

| Lotto-Soudal LTS | Lotto-Soudal LTS         | Lotto-Soudal LTS |
| ---------------- | ------------------------ | ---------------- |
| Num              | Ciclista                 | Pos              |
| 21               | Philippe Gilbert (BEL)   | DNF              |
| 22               | John Degenkolb (GER)     | 27.              |
| 23               | Frederik Frison (BEL)    | 36.              |
| 24               | Jasper De Buyst (BEL)    | DNF              |
| 25               | Brent Van Moer (BEL)     | 49.              |
| 26               | Roger Kluge (GER)        | DNF              |
| 27               | Florian Vermeersch (BEL) | DNF              |

| Intermarché-Wanty-Gobert Matériaux IWG | Intermarché-Wanty-Gobert Matériaux IWG | Intermarché-Wanty-Gobert Matériaux IWG |
| -------------------------------------- | -------------------------------------- | -------------------------------------- |
| Num                                    | Ciclista                               | Pos                                    |
| 31                                     | Andrea Pasqualon (ITA)                 | DNF                                    |
| 32                                     | Taco van der Hoorn (NED)               | DNF                                    |
| 33                                     | Aimé De Gendt (BEL)                    | 30.                                    |
| 34                                     | Boy van Poppel (NED)                   | 65.                                    |
| 35                                     | Danny van Poppel (NED)                 | 23.                                    |
| 36                                     | Pieter Vanspeybrouck (BEL)             | DNF                                    |
| 37                                     | Loïc Vliegen (BEL)                     | DNF                                    |

| AG2R Citroën Team ACT | AG2R Citroën Team ACT   | AG2R Citroën Team ACT |
| --------------------- | ----------------------- | --------------------- |
| Num                   | Ciclista                | Pos                   |
| 41                    | Greg Van Avermaet (BEL) | 12.                   |
| 42                    | Oliver Naesen (BEL)     | 16.                   |
| 43                    | Stan Dewulf (BEL)       | DNF                   |
| 44                    | Gijs Van Hoecke (BEL)   | DNF                   |
| 45                    | Michael Schär (SUI)     | 89.                   |
| 46                    | Damien Touzé (FRA)      | DNF                   |
| 47                    | Julien Duval (FRA)      | DNF                   |

| Jumbo-Visma TJV | Jumbo-Visma TJV            | Jumbo-Visma TJV |
| --------------- | -------------------------- | --------------- |
| Num             | Ciclista                   | Pos             |
| 51              | Wout van Aert (BEL)        | 1.              |
| 52              | Pascal Eenkhoorn (NED)     | 80.             |
| 53              | Timo Roosen (NED)          | 47.             |
| 54              | Edoardo Affini (ITA)       | DNF             |
| 55              | Jos van Emden (NED)        | 79.             |
| 56              | Nathan Van Hooydonck (BEL) | 7.              |
| 57              | Maarten Wynants (BEL)      | 46.             |

| Bora-Hansgrohe BOH | Bora-Hansgrohe BOH        | Bora-Hansgrohe BOH |
| ------------------ | ------------------------- | ------------------ |
| Num                | Ciclista                  | Pos                |
| 61                 | Nils Politt (GER)         | NP                 |
| 62                 | Pascal Ackermann (GER)    | NP                 |
| 63                 | Marcus Burghardt (GER)    | NP                 |
| 64                 | Daniel Oss (ITA)          | NP                 |
| 65                 | Michaek Schwarzmann (GER) | NP                 |
| 66                 | Maciej Bodnar (POL)       | NP                 |
| 67                 | Rüdiger Selig (GER)       | NP                 |

| Israel Start-Up Nation ISN | Israel Start-Up Nation ISN | Israel Start-Up Nation ISN |
| -------------------------- | -------------------------- | -------------------------- |
| Num                        | Ciclista                   | Pos                        |
| 71                         | Sep Vanmarcke (BEL)        | DNF                        |
| 72                         | Mads Würtz (DEN)           | DNF                        |
| 73                         | André Greipel (GER)        | DNF                        |
| 74                         | Hugo Hofstetter (FRA)      | 45.                        |
| 75                         | Alexis Renard (FRA)        | DNF                        |
| 76                         | Tom Van Asbroeck (BEL)     | 31.                        |
| 77                         | Rick Zabel (GER)           | 67.                        |

| Bahrain Victorious TBV | Bahrain Victorious TBV  | Bahrain Victorious TBV |
| ---------------------- | ----------------------- | ---------------------- |
| Num                    | Ciclista                | Pos                    |
| 81                     | Heinrich Haussler (AUS) | 29.                    |
| 82                     | Sonny Colbrelli (ITA)   | 4.                     |
| 83                     | Fred Wright (GBR)       | DNF                    |
| 84                     | Marco Haller (AUT)      | DNF                    |
| 85                     | Phil Bauhaus (GER)      | DNF                    |
| 86                     | Jonathan Milan (ITA)    | DNF                    |
| 87                     | Marcel Sieberg (GER)    | 68.                    |

| Astana-Premier Tech APT | Astana-Premier Tech APT | Astana-Premier Tech APT |
| ----------------------- | ----------------------- | ----------------------- |
| Num                     | Ciclista                | Pos                     |
| 91                      | Yevgeniy Fedorov (KAZ)  | DNF                     |
| 92                      | Yevgeniy Gidich (KAZ)   | DNF                     |
| 93                      | Dmitriy Gruzdev (KAZ)   | 72.                     |
| 94                      | Hugo Houle (CAN)        | DNF                     |
| 95                      | Artiom Zakharov (KAZ)   | 61.                     |
| 97                      | Ben Perry (CAN)         | 88.                     |

| Cofidis COF | Cofidis COF               | Cofidis COF |
| ----------- | ------------------------- | ----------- |
| Num         | Ciclista                  | Pos         |
| 101         | Christophe Laporte (FRA)  | 78.         |
| 102         | Simone Consonni (ITA)     | 62.         |
| 103         | Jean-Pierre Drucker (LUX) | 87.         |
| 104         | Piet Allegaert (BEL)      | DNF         |
| 105         | André Carvalho (POR)      | DNF         |
| 106         | Kenneth Vanbilsen (BEL)   | DNF         |
| 107         | Jelle Wallays (BEL)       | DNF         |

| BikeExchange BEX | BikeExchange BEX            | BikeExchange BEX |
| ---------------- | --------------------------- | ---------------- |
| Num              | Ciclista                    | Pos              |
| 111              | Jack Bauer (NZL)            | 15.              |
| 112              | Luke Durbridge (AUS)        | 41.              |
| 113              | Alexander Edmondson (AUS)   | DNF              |
| 114              | Amund Grøndahl Jansen (NOR) | DNF              |
| 115              | Luka Mezgec (SLO)           | DNF              |
| 116              | Michael Matthews (AUS)      | 5.               |
| 117              | Robert Stannard (AUS)       | 32.              |

| Movistar Team MOV | Movistar Team MOV         | Movistar Team MOV |
| ----------------- | ------------------------- | ----------------- |
| Num               | Ciclista                  | Pos               |
| 121               | Gabriel Cullaigh (GBR)    | DNF               |
| 122               | Imanol Erviti (ESP)       | 24.               |
| 123               | Iván García Cortina (ESP) | 18.               |
| 124               | Juri Hollmann (GER)       | 64.               |
| 125               | Johan Jacobs (SUI)        | 69.               |
| 126               | Lluís Mas (ESP)           | 48.               |
| 127               | Sebastián Mora (ESP)      | DNF               |

| Team DSM DSM | Team DSM DSM               | Team DSM DSM |
| ------------ | -------------------------- | ------------ |
| Num          | Ciclista                   | Pos          |
| 131          | Søren Kragh Andersen (DEN) | 35.          |
| 132          | Nico Denz (GER)            | DNF          |
| 133          | Cees Bol (NED)             | DNF          |
| 134          | Niklas Märkl (GER)         | DNF          |
| 135          | Casper Pedersen (DEN)      | DNF          |
| 136          | Nils Eekhoff (NED)         | 81.          |
| 137          | Jasha Sütterlin (GER)      | DNF          |

| Qhubeka Assos TQA | Qhubeka Assos TQA               | Qhubeka Assos TQA |
| ----------------- | ------------------------------- | ----------------- |
| Num               | Ciclista                        | Pos               |
| 141               | Giacomo Nizzolo (ITA) (estrada) | 2.                |
| 142               | Michael Gogl (AUT)              | DNF               |
| 143               | Andreas Stokbro (DEN)           | 66.               |
| 144               | Dimitri Claeys (BEL)            | 33.               |
| 145               | Emil Vinjebo (DEN)              | 71.               |
| 146               | Max Walscheid (GER)             | 26.               |
| 147               | Łukasz Wiśniowski (POL)         | DNF               |

| UAE Team Emirates UAD | UAE Team Emirates UAD             | UAE Team Emirates UAD |
| --------------------- | --------------------------------- | --------------------- |
| Num                   | Ciclista                          | Pos                   |
| 151                   | Alexander Kristoff (NOR)          | 28.                   |
| 152                   | Sven Erik Bystrøm (NOR) (estrada) | 13.                   |
| 153                   | Mikkel Bjerg (DEN)                | NP                    |
| 154                   | Ryan Gibbons (RSA)                | 39.                   |
| 155                   | Maximiliano Richeze (ARG)         | DNF                   |
| 156                   | Ivo Oliveira (POR)                | DNF                   |
| 157                   | Matteo Trentin (ITA)              | 3.                    |

| EF Education-Nippo EFN | EF Education-Nippo EFN      | EF Education-Nippo EFN |
| ---------------------- | --------------------------- | ---------------------- |
| Num                    | Ciclista                    | Pos                    |
| 161                    | Alberto Bettiol (ITA)       | DNF                    |
| 162                    | Jens Keukeleire (BEL)       | DNF                    |
| 163                    | Stefan Bissegger (SUI)      | 50.                    |
| 164                    | Fumiyuki Beppu (JPN)        | DNF                    |
| 165                    | Daniel Arroyave Cañas (COL) | DNF                    |
| 166                    | Sebastian Langeveld (NED)   | DNF                    |
| 167                    | Jonas Rutsch (GER)          | 56.                    |

| Groupama-FDJ GFC | Groupama-FDJ GFC              | Groupama-FDJ GFC |
| ---------------- | ----------------------------- | ---------------- |
| Num              | Ciclista                      | Pos              |
| 171              | Arnaud Démare (FRA) (estrada) | 44.              |
| 172              | Kevin Geniets (LUX)           | DNF              |
| 173              | Stefan Küng (SUI) (estrada)   | 6.               |
| 174              | Olivier Le Gac (FRA)          | 37.              |
| 175              | Jacopo Guarnieri (ITA)        | DNF              |
| 176              | Fabian Lienhard (SUI)         | 73.              |
| 177              | Ramon Sinkeldam (NED)         | DNF              |

| Ineos Grenadiers IGD | Ineos Grenadiers IGD   | Ineos Grenadiers IGD |
| -------------------- | ---------------------- | -------------------- |
| Num                  | Ciclista               | Pos                  |
| 181                  | Andrey Amador (CRC)    | 90.                  |
| 182                  | Owain Doull (GBR)      | 17.                  |
| 183                  | Michał Gołaś (POL)     | 21.                  |
| 185                  | Leonardo Basso (ITA)   | 74.                  |
| 186                  | Dylan van Baarle (NED) | 8.                   |
| 187                  | Cameron Wurf (AUS)     | DNF                  |

| Sport Vlaanderen-Baloise SVB | Sport Vlaanderen-Baloise SVB | Sport Vlaanderen-Baloise SVB |
| ---------------------------- | ---------------------------- | ---------------------------- |
| Num                          | Ciclista                     | Pos                          |
| 191                          | Cedric Beullens (BEL)        | 70.                          |
| 193                          | Arne Marit (BEL)             | DNF                          |
| 194                          | Fabio Van den Bossche (BEL)  | 84.                          |
| 195                          | Lindsay De Vylder (BEL)      | DNF                          |
| 196                          | Jordi Warlop (BEL)           | 85.                          |
| 197                          | Thimo Willems (BEL)          | 63.                          |
| 198                          | Robbe Ghys (BEL)             | 91.                          |

| Alpecin-Fenix AFC | Alpecin-Fenix AFC       | Alpecin-Fenix AFC |
| ----------------- | ----------------------- | ----------------- |
| Num               | Ciclista                | Pos               |
| 201               | Jasper Philipsen (BEL)  | 38.               |
| 202               | Tim Merlier (BEL)       | 34.               |
| 203               | Silvan Dillier (SUI)    | 75.               |
| 204               | Jonas Rickaert (BEL)    | 43.               |
| 205               | Oscar Riesebeek (NED)   | 40.               |
| 206               | Scott Thwaites (GBR)    | DNF               |
| 207               | Gianni Vermeersch (BEL) | 10.               |

| Bingoal Pauwels Sauces WB BWB | Bingoal Pauwels Sauces WB BWB | Bingoal Pauwels Sauces WB BWB |
| ----------------------------- | ----------------------------- | ----------------------------- |
| Num                           | Ciclista                      | Pos                           |
| 211                           | Timothy Dupont (BEL)          | 42.                           |
| 212                           | Jonas Castrique (BEL)         | 86.                           |
| 213                           | Laurenz Rex (BEL)             | DNF                           |
| 214                           | Ludovic Robeet (BEL)          | DNF                           |
| 215                           | Milan Menten (BEL)            | 60.                           |
| 216                           | Jelle Vanendert (BEL)         | DNF                           |
| 217                           | Kenny Molly (BEL)             | 76.                           |

| B&B Hotels p/b KTM BBK | B&B Hotels p/b KTM BBK    | B&B Hotels p/b KTM BBK |
| ---------------------- | ------------------------- | ---------------------- |
| Num                    | Ciclista                  | Pos                    |
| 221                    | Bryan Coquard (FRA)       | 53.                    |
| 222                    | Julien Morice (FRA)       | DNF                    |
| 223                    | Bert De Backer (BEL)      | 77.                    |
| 224                    | Jens Debusschere (BEL)    | 57.                    |
| 225                    | Jérémy Lecroq (FRA)       | 11.                    |
| 226                    | Cyril Lemoine (FRA)       | 22.                    |
| 227                    | Jonas Van Genechten (BEL) | DNF                    |

| Arkéa-Samsic ARK | Arkéa-Samsic ARK        | Arkéa-Samsic ARK |
| ---------------- | ----------------------- | ---------------- |
| Num              | Ciclista                | Pos              |
| 231              | Amaury Capiot (BEL)     | DNF              |
| 232              | Benjamin Declercq (BEL) | DNF              |
| 233              | Clément Russo (FRA)     | DNF              |
| 234              | Connor Swift (GBR)      | 82.              |
| 235              | Bram Welten (NED)       | DNF              |
| 236              | Daniel McLay (GBR)      | 54.              |
| 237              | Christophe Noppe (BEL)  | DNF              |

| Total Direct Énergie TDE | Total Direct Énergie TDE   | Total Direct Énergie TDE |
| ------------------------ | -------------------------- | ------------------------ |
| Num                      | Ciclista                   | Pos                      |
| 241                      | Niki Terpstra (NED)        | 59.                      |
| 242                      | Damien Gaudin (FRA)        | DNF                      |
| 243                      | Adrien Petit (FRA)         | 58.                      |
| 244                      | Geoffrey Soupe (FRA)       | DNF                      |
| 245                      | Edvald Boasson Hagen (NOR) | DNF                      |
| 246                      | Anthony Turgis (FRA)       | 9.                       |
| 247                      | Dries Van Gestel (BEL)     | 19.                      |

Convenções:
- AB: Abandono
- FLT: Retiro por chegada fora do limite de tempo
- NTS: Não tomou a saída
- DES: Desclassificado ou expulsado

## UCI World Ranking
A Gante-Wevelgem outorgou pontos para o UCI World Ranking para corredores das equipas nas categorias UCI WorldTeam, UCI ProTeam e Continental. As seguintes tabelas mostram o barómetro de pontuação e os 10 corredores que obtiveram mais pontos:
| Posição   | 1.º | 2.º | 3.º | 4.º | 5.º | 6.º | 7.º | 8.º | 9.º | 10.º | 11.º | 12.º | 13.º | 14.º | 15.º | 16.º-20.º | 21.º-30.º | 31.º-50.º | 51.º-55.º | 56.º-60.º |
| Pontuação | 500 | 400 | 325 | 275 | 225 | 175 | 150 | 125 | 100 | 85   | 70   | 60   | 50   | 40   | 35   | 30        | 20        | 10        | 5         | 3         |

| Classificação |                      |                      |        |
| Posição       | Ciclista             | Equipa               | Pontos |
| ------------- | -------------------- | -------------------- | ------ |
| 1.º           | Wout van Aert        | Jumbo-Visma          | 500    |
| 2.º           | Giacomo Nizzolo      | Qhubeka ASSOS        | 400    |
| 3.º           | Matteo Trentin       | UAE Emirates         | 325    |
| 4.º           | Sonny Colbrelli      | Bahrain Victorious   | 275    |
| 5.º           | Michael Matthews     | BikeExchange         | 225    |
| 6.º           | Stefan Küng          | Groupama-FDJ         | 175    |
| 7.º           | Nathan Van Hooydonck | Jumbo-Visma          | 150    |
| 8.º           | Dylan van Baarle     | Ineos Grenadiers     | 125    |
| 9.º           | Anthony Turgis       | Total Direct Énergie | 100    |
| 10.º          | Gianni Vermeersch    | Alpecin-Fenix        | 85     |